# 統監府
統監府（日语：／），是大日本帝國與大韓帝國於1905年簽訂乙巳保護條約、獲得韓國之外交權後，於漢城（今首爾）所成立的一個官署。1910年日韓合併後，改組為朝鮮總督府。

## 机构设置

### 内设机构
- 總務部
  - 秘書課、會計課、人事課、文書課、地方課

- 農商工務部
  - 農林課、商工課、水產課、礦業課

- 警務部
  - 警務課、保安課、衛生課

- 外務部
  - 韓國課、外國課

- 法制審查會

### 所屬官廳
- 通信官署
- 鐵道管理局
- 法務院
- 財政監查廳
- 觀測所

### 地方機關
- 京城理事廳
- 仁川理事廳
- 釜山理事廳
- 元山理事廳
- 鎮南浦理事廳
- 木浦理事廳
- 馬山理事廳

## 歷任統監

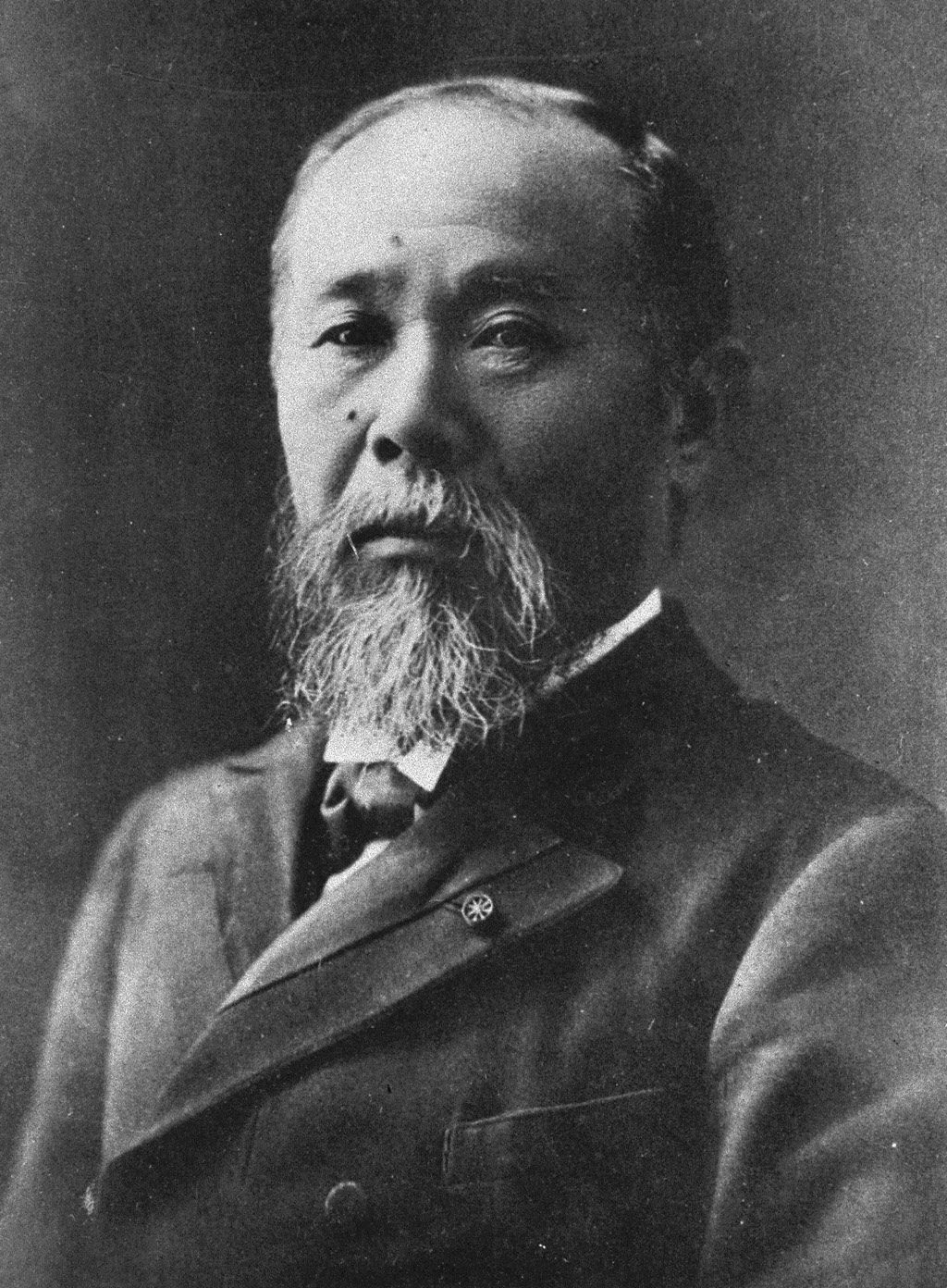
第一任：伊藤博文 1906年3月3日就任
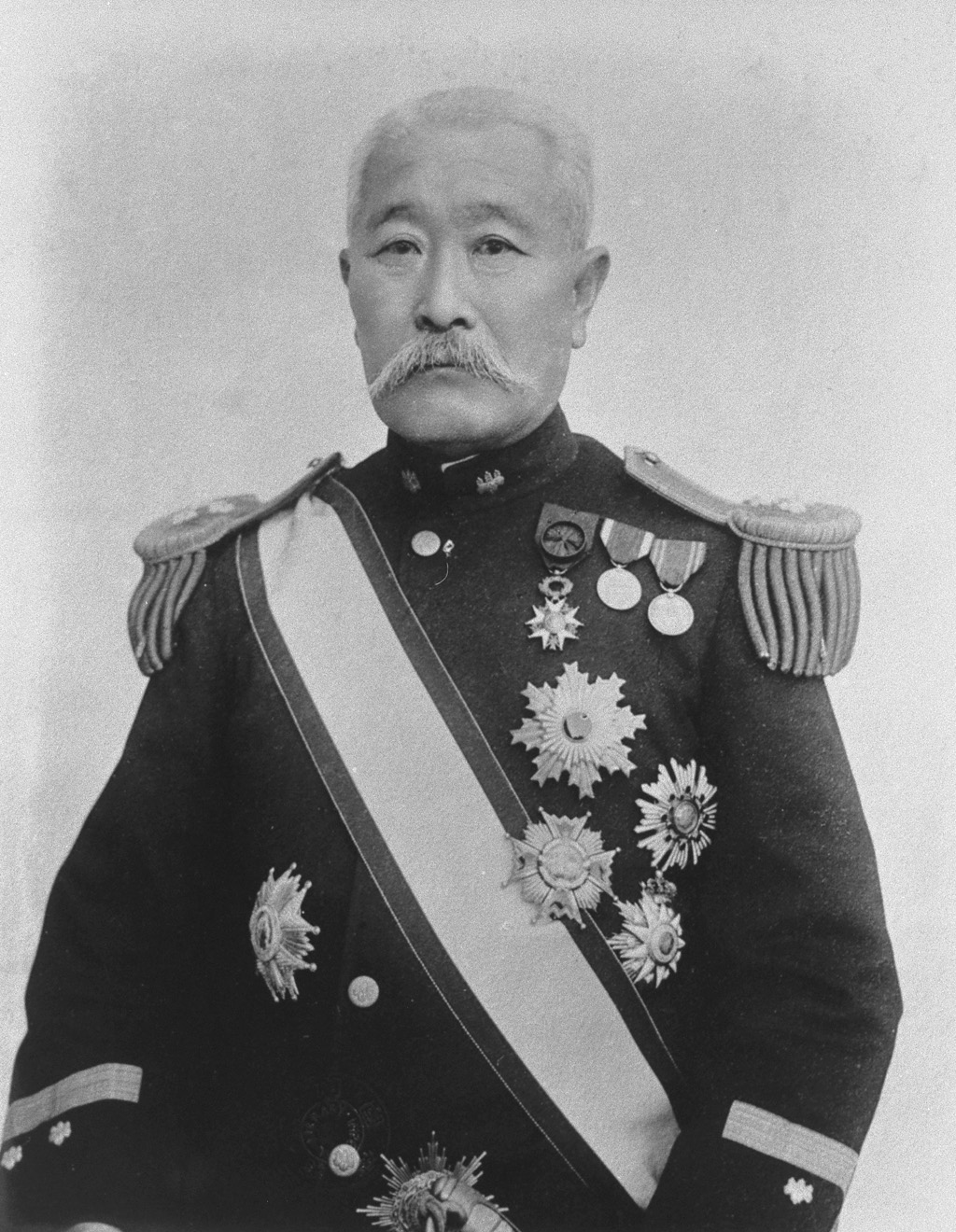
第二任：曾禰荒助 1909年6月14日就任
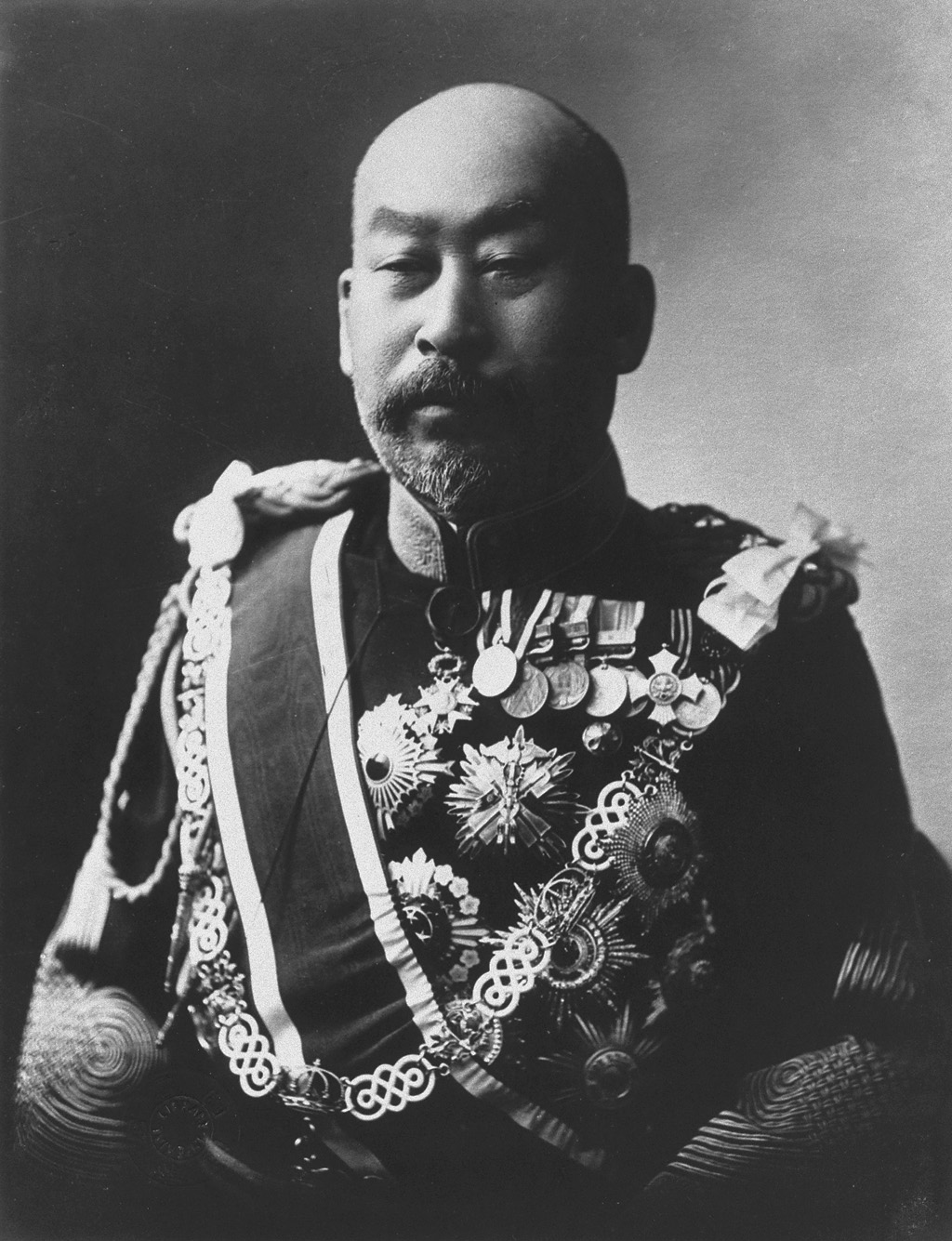
第三任：寺内正毅 1910年5月30日就任、兼任陸軍大臣

### 副統監
- 曾禰荒助：1907年9月21日－1909年6月14日
- 山縣伊三郎：1910年5月30日－